# 델파이 기법
델파이 기법(Delphi method)은 전문가의 경험적 지식을 통한 문제해결 및 미래예측을 위한 기법이다. 전문가 합의법이라고도 한다.

## 정의
전문가들의 의견수립, 중재, 타협의 방식으로 반복적인 피드백을 통한 하향식 의견 도출 방법으로 문제를 해결하는 기법으로 1964년 미국의 RAND연구소에서 개발되어 IT분야, 연구개발분야, 교육분야, 군사분야 등에서 활용되고 있다.

## 주요 특징
델파이 기법은 어떠한 문제에 관하여 전문가들의 견해를 유도하고 종합하여 집단적 판단으로 정리하는 일련의 절차라고 정의할 수 있다.이것은 추정하려는 문제에 관한 정확한 정보가 없을 때에 "두 사람의 의견이 한 사람의 의견보다 정확하다"는 계량적 객관의 원리와 "다수의 판단이 소수의 판단보다 정확하다"는 민주적 의사결정 원리에 논리적 근거를 두고 있다. 또한 전문가들이 직접모이지 않고 주로 우편이나 전자 메일을 통한 통신수단으로 의견을 수렴하여 도출된 의견을 내놓는다는 것이 주된 특징이라 할 수 있다.

## 수행 절차
1. 초기계획수립: 측정대상 전제조건 확인, 전문가 섭외, 역할배정
2. 산정: 전문가 각자의 경험지식 기반 산정
3. 합의도출: 의견조정작업, 합의도출, 중재, 반복수행
4. 정리 및 기록: 합의결과 정리, 산정치 결정, 전제조건 정의

## 같이 보기
- 방위고등연구계획국
- 플래닝 포커